# Temperatura de recristalização
É a temperatura na qual a recristalização atinge seu término em 1h.
O aumento da percentagem de trabalho a frio melhora (ou diminui) a taxa de recristalização, com o resultado de que a temperatura de recristalização é reduzida e se aproxima de um valor constante ou limite sob deformações elevadas. É essa temperatura de recristalização mínima, ou limite, que é normalmente especificada na literatura.